# Watertoren (Hasselt Hoogveld)
De watertoren is gelegen aan de straat Hoogveld nabij het gehucht Schimpen in de gemeente Hasselt in de Belgische provincie Limburg. De watertoren werd in 1991 in gebruik genomen. De bevoorrading van de toren wordt gedaan door de toren van Zutendaal. Samen met de watertoren aan de Sint-Truidersteenweg en de watertoren aan de Willekensmolenstraat verzorgt deze toren de drinkwatervoorziening van Hasselt.

## Beschrijving
De watertoren is van het paddenstoeltype en bestaat uit een kolom waarbovenop een trechtervorm (omgekeerde kegel) is geplaatst. De toren heeft een kuip met een capaciteit van 1500 kubieke meter. In de kuip staat het water 6,2 meter hoog. De toren zelf is 34 meter hoog en staat zelf op een hoogte van 44,46 meter. De omtrek van de kuip is 85 meter.